# Chiesa cattolica in Islanda
La Chiesa cattolica in Islanda annovera tra i battezzati il 3,81% della popolazione e costituisce la seconda confessione religiosa di un Paese a maggioranza luterana (la Chiesa nazionale d'Islanda è religione di Stato) o appartenente ad altre chiese protestanti. L'Islanda è il secondo paese in Europa del Nord per percentuale di cattolici.

## Storia
La prima presenza cristiana sull'isola risale all'epoca della colonizzazione, durante il IX e il X secolo. Eremiti cristiani, probabilmente irlandesi, accompagnarono i primi coloni Vichinghi, ma questa presenza non lasciò tracce significative. Ben più importanti invece furono le pressioni politiche dei re norvegesi, in particolare di Olaf I (995-1000), supportate dalla presenza di missionari norvegesi e tedeschi. Evidenti tensioni tra i sostenitori delle religioni tradizionali nordiche e i fedeli della nuova religione, accanto alle pressioni norvegesi, spinsero il parlamento islandese, l'Althing, a votare il 24 giugno dell'anno 999 (o 1000) l'accettazione della religione cristiana come religione lecita ammessa sull'isola. Il paganesimo continuò a sopravvivere in Islanda per altri decenni, per poi scomparire completamente. Tutti questi avvenimenti sono stati descritti nell'Íslendingabók del prete islandese Ari Þorgilsson.
Nel 1056 fu eretta la prima diocesi islandese, quella di Skálholt, mentre è del 1106 la fondazione della diocesi di Hólar. Primo vescovo islandese fu Ísleifur Gissurarson, che istituì a Skálholt una importante scuola, alla quale si formarono la maggior parte delle personalità ecclesiastiche. Dal 1152 le diocesi islandesi entrarono a far parte della provincia ecclesiastica dell'arcidiocesi di Nidaros.
Fu soprattutto dall'Islanda che partirono missionari per l'evangelizzazione della Groenlandia e fu per iniziativa del clero islandese che venne eretta agli inizi del XII secolo la diocesi di Garðar.
Tra i vescovi islandesi si ricorda in modo particolare Þorlákur Þórhallsson († 1193), noto come Torlaco, riconosciuto come santo dall'Althing nel 1198 e che papa Giovanni Paolo II nel 1984 ha elevato a santo patrono dell'Islanda. Nel suo magistero e nella sua azione rafforzò la disciplina ecclesiastica, combatté con energia la simonia e il concubinato dei presbiteri, l'interferenza delle autorità laiche negli affari ecclesiastici e nelle nomine dei vescovi, difese l'indissolubilità del matrimonio.
Nel XVI secolo la chiesa islandese fu coinvolta dalla Riforma protestante, che alla fine, in forza del principio cuius regio, eius religio, si impose nel Paese per imposizione dall'alto. Infatti il re danese Cristiano III, sotto la cui autorità dipendeva l'Islanda, impose nell'isola, come in tutti i suoi domini, la religione luterana come nuova religione di Stato. L'ultimo vescovo di Skálholt, Ögmundur Pálsson morì di morte naturale nel 1541. Il vescovo Jón Arason di Hólar, invece, si oppose strenuamente diventando l'ultimo baluardo del cattolicesimo e insieme difensore del nazionalismo islandese contro i soprusi dell'occupante danese. Una spedizione voluta da Cristiano III lo catturò con i suoi figli e lo giustiziò il 7 novembre 1550.
Da questo momento il cattolicesimo scomparve dall'isola. Si ritiene che nella prima metà del XIX secolo nessun cattolico vivesse nel Paese. Nel 1857 e 1858, rispettivamente, giunsero in Islanda due missionari cattolici, Bernard Bernard e Jean-Baptiste Baudoin, appartenenti alla prefettura apostolica del Polo Nord, che fondarono la prima missione cattolica nel Paese. La nuova costituzione islandese del 1874 garantiva la libertà di culto, e questo permise la ricostituzione del cattolicesimo. Il 12 giugno 1923 la Santa Sede istituì la prefettura apostolica d'Islanda, affidata ai missionari Monfortani; essa fu elevata al rango di vicariato apostolico il 6 giugno 1929; infine, il 18 ottobre 1968 fu eretta la diocesi di Reykjavík, che oggi (aprile 2021) comprende otto parrocchie in tutta l'isola.
Momento storico importante per la piccola comunità cattolica islandese fu la visita pastorale di papa Giovanni Paolo II il 3 e 4 giugno 1989.

## Organizzazione territoriale

Progressione del numero di cattolici in Islanda dal 1860 al 2008.

L'unica diocesi di Reykjavík si estende su tutto il territorio dell'Islanda. La cattedrale si trova nella capitale e vi è la presenza di un certo numero di chiese e cappelle nelle maggiori città. Si ignora quanti tra i cattolici si dichiarino effettivamente osservanti.
Il vescovo di Reykjavík fa parte della Conferenza episcopale della Scandinavia. Nel XX secolo in Islanda si ebbe un certo numero di conversioni di intellettuali, soprattutto letterati, al cattolicesimo, fra cui per un certo periodo Halldór Laxness e l'autore di libri per bambini Jón Sveinsson, che divenne gesuita in Francia.

## Nunziatura apostolica
La delegazione apostolica in Scandinavia fu eretta il 1º marzo 1960 con il breve Apostolici muneris di papa Giovanni XXIII. Essa aveva giurisdizione sui seguenti Paesi del Nordeuropa: Islanda, Svezia, Norvegia, Finlandia e Danimarca. Sede della delegazione era la città di Copenaghen.
La nunziatura apostolica dell'Islanda è stata costituita l'8 ottobre 1976 con il breve Quandoquidem nullum di papa Paolo VI. Il nunzio apostolico, che ricopre lo stesso incarico anche per gli altri Paesi già compresi nella delegazione apostolica in Scandinavia, risiede a Djursholm, in Svezia.

### Nunzi apostolici
- Josip Žabkar † (8 ottobre 1976 - 27 ottobre 1981 dimesso)
- Luigi Bellotti † (2 ottobre 1982 - ottobre 1985 dimesso)
- Henri Lemaître † (31 ottobre 1985 - 28 marzo 1992 nominato nunzio apostolico nei Paesi Bassi)
- Giovanni Ceirano † (20 agosto 1992 - 27 febbraio 1999 dimesso)
- Piero Biggio † (27 febbraio 1999 - 16 ottobre 2004 dimesso)
- Giovanni Tonucci (16 ottobre 2004 - 18 ottobre 2007 nominato arcivescovo prelato di Loreto)
- Emil Paul Tscherrig (26 gennaio 2008 - 5 gennaio 2012 nominato nunzio apostolico in Argentina)
- Henryk Józef Nowacki (28 giugno 2012 - 20 febbraio 2017 dimesso)
- James Patrick Green (6 aprile 2017 - 30 aprile 2022 dimesso)
- Julio Murat, dal 9 novembre 2022

## Luoghi di culto
- Cattedrale di Cristo Re a Reykjavík

| Chiese: - Santa Maria, Stella Maris, Reykjavík - San Pietro, Akureyri - San Giovanni Paolo II,Keflavík - San Giuseppe, Hafnarfjörður - San Torlaco,Reyðarfjörður | Cappelle: - Santa Barbara, Keflavík - San Francesco, Stykkishólmur - San Giovanni, Ísafjörður - Corpus Christi, Egilsstaðir - Santa Croce, Riftún, Ölfus - Vergine Maria, Stykkishólmur |

In Islanda v'è anche un monastero di suore carmelitane (Karmelklaustrið) a Hafnarfjörður (1940) e un convento di frati cappuccini (Kapusinaklaustur) a Reyðarfjörður (2007).

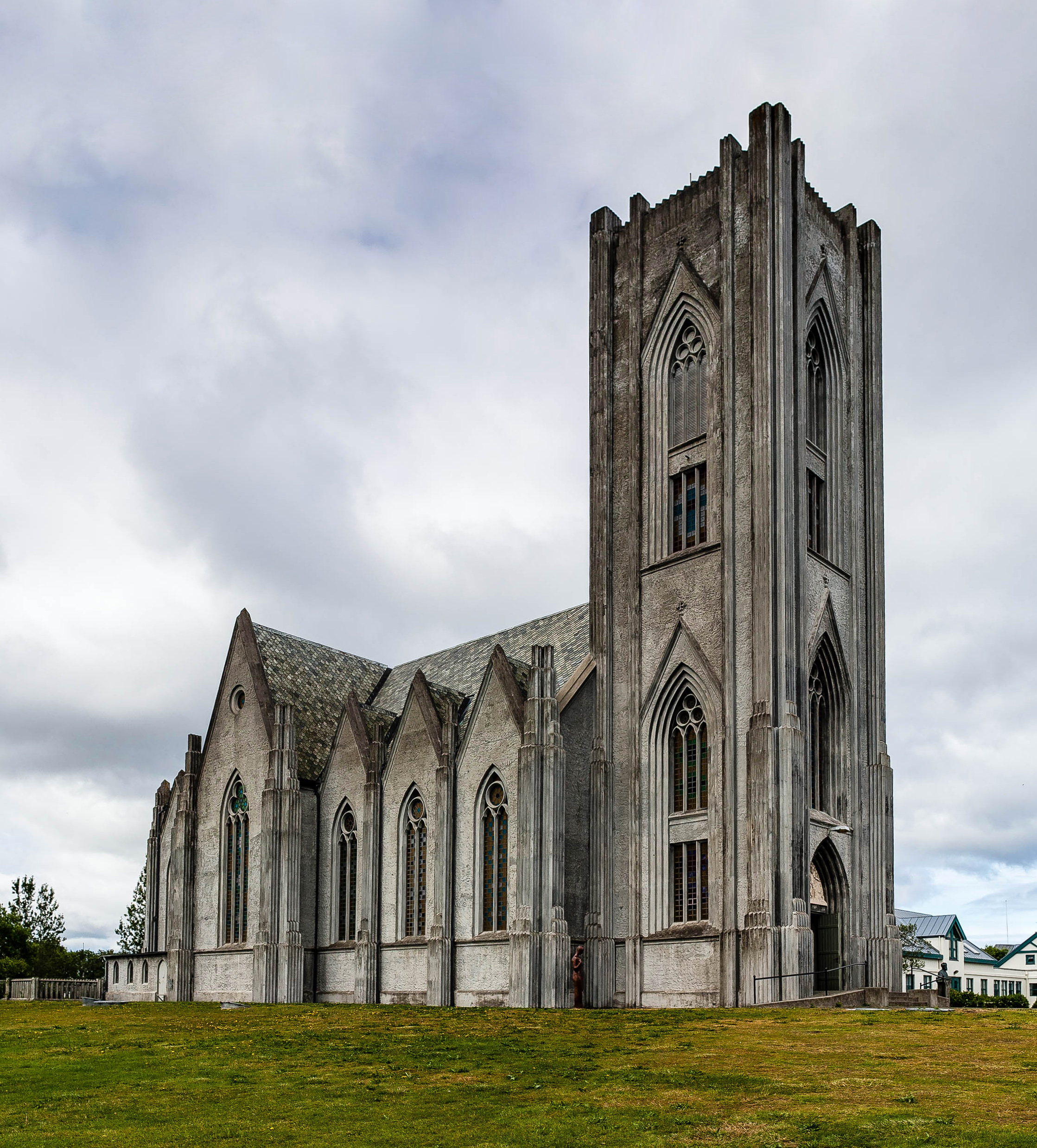
Cattedrale di Cristo Re a Reykjavík
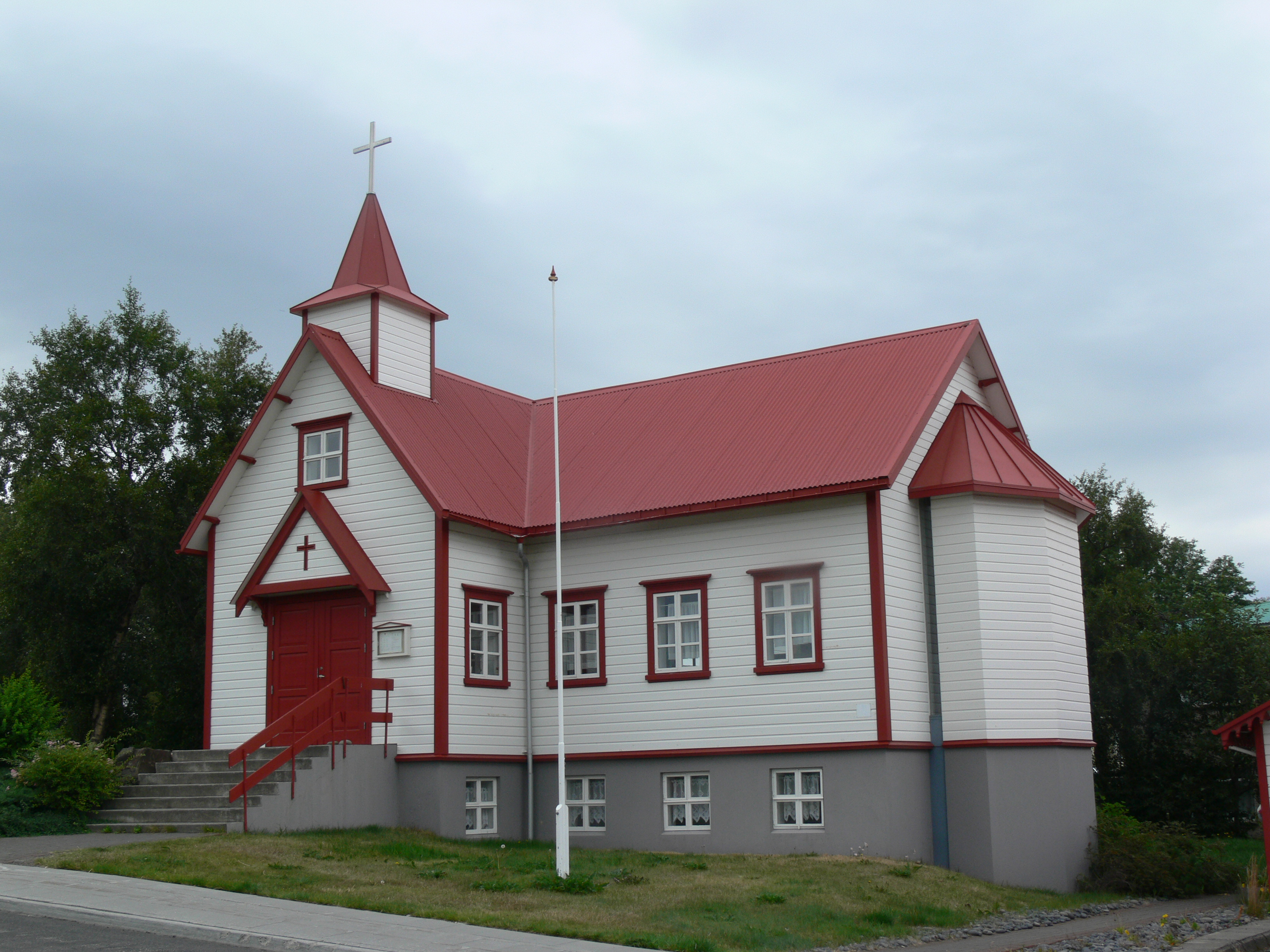
San Pietro a Akureyri
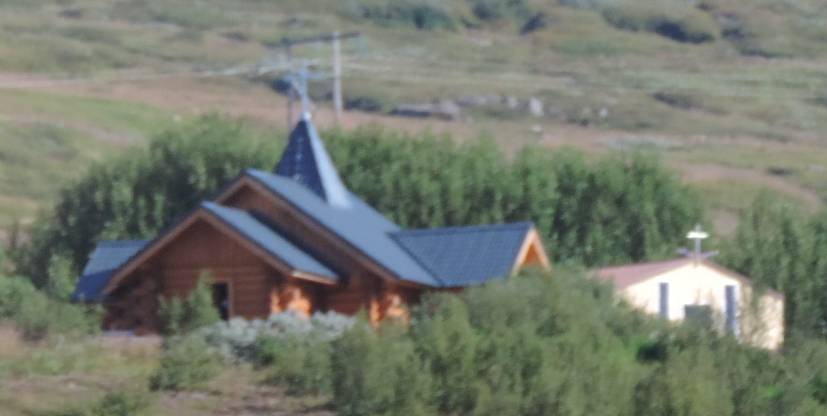
San Torlaco a Reyðarfjörður
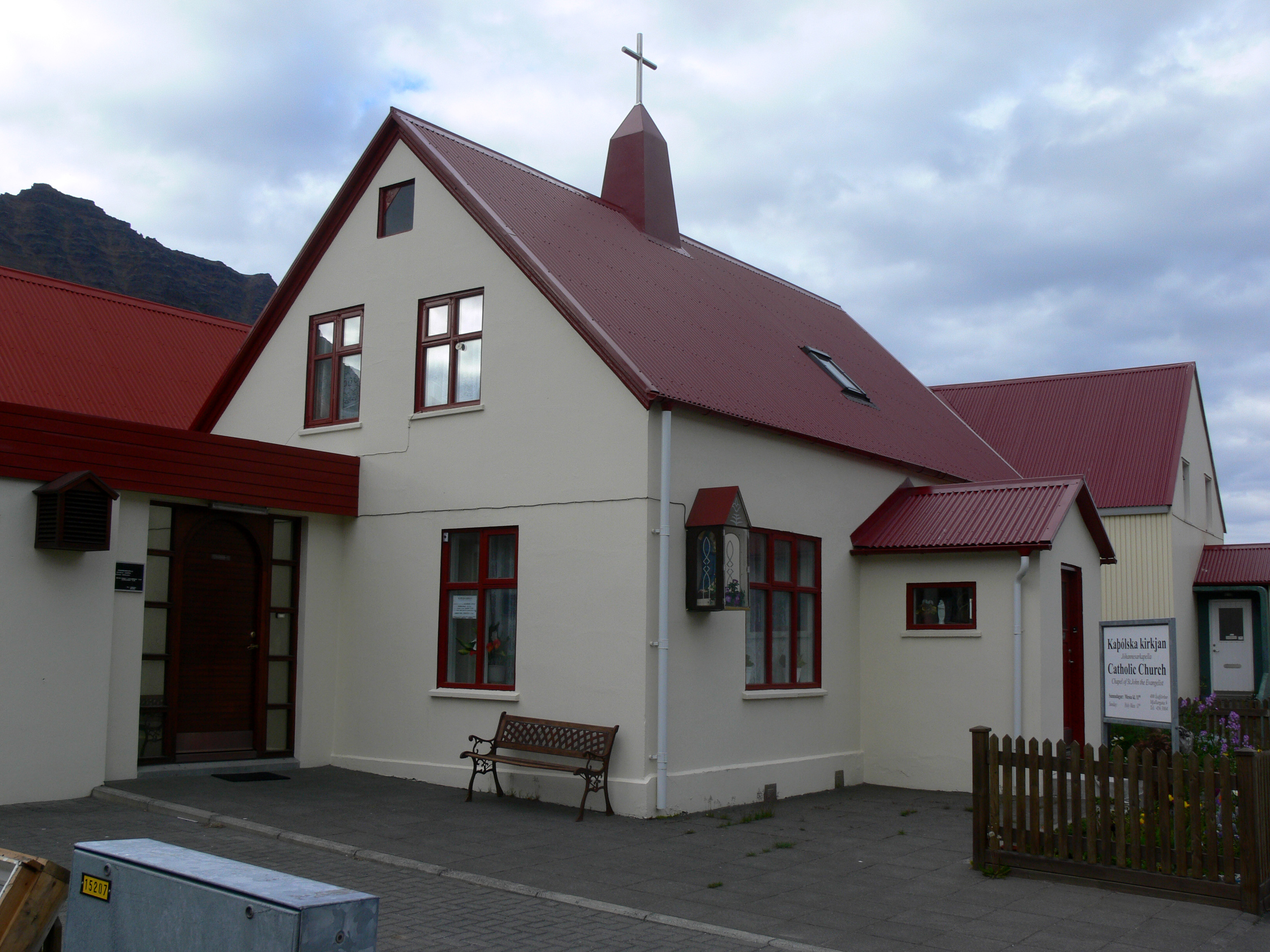
San Giovanni a Ísafjörður